# 佐藤佐太郎短歌賞
佐藤佐太郎短歌賞は、歌作と評論の両面で活躍する歌人の顕彰を目的として、佐藤佐太郎の名を冠して現代短歌社が2014年に創設した賞である。前年9月1日から当年8月末までに刊行された歌集及び歌書が対象で、受賞作には賞状及び副賞30万円が授与される。
選考委員は、秋葉四郎・大島史洋・小島ゆかり・永田和宏（2014年-2018年）、秋葉四郎・小島ゆかり・三枝浩樹・佐伯裕子（2019年-）。

## 過去の受賞者
- 第1回（2014年）松村正直歌集『午前３時を過ぎて』（六花書林）
- 第2回（2015年）内藤明歌集『虚空の橋』（短歌研究社）
- 第3回（2016年）大辻隆弘著『近代短歌の範型』（六花書林）
- 第4回（2017年）香川哲三著『佐藤佐太郎　純粋短歌の世界』（現代短歌社）
- 第5回（2018年）前田康子歌集『窓の匂い』（青磁社）
- 第6回（2019年）谷岡亜紀著『言葉の位相』（角川書店）
- 第7回（2020年）齋藤芳生歌集『花の渦』（現代短歌社）
- 第8回（2021年）横山未来子歌集『とく来りませ』（砂子屋書房）
- 第9回（2022年）今井恵子歌集『運ぶ眼、運ばれる眼』（現代短歌社）
- 第10回（2023年）永田淳歌集『光の鱗』（朔出版）[2]
- 第11回（2024年）一ノ関忠人歌集『さねさし曇天』（砂子屋書房）